# Fribourg-Konferenz 1948
Die Fribourg-Konferenz 1948 des Internationalen Rats der Christen und Juden (englisch ICCJ) fand vom 21. bis 28. Juli 1948 zum ersten Mal an der Universität Freiburg (Schweiz) statt. Es nahmen rund 130 Personen aus 17 Ländern teil. Das Ziel der Konferenz war die Verständigung über pädagogische und weitere Massnahmen gegen den Antisemitismus und Antijudaismus in Europa und darüber hinaus. Sie gehörte zu den ersten internationalen Konferenzen nach 1945, auf denen deutsche Teilnehmer wieder eingeladen waren.

## Vorgeschichte
Nationale Räte von Christen und Juden waren in der Zwischenkriegszeit in mehreren Ländern entstanden. Im Zweiten Weltkrieg rückten Christen und Juden im British Council of Christians and Jews enger zusammen; 1944 regte die US-Vereinigung, die NCCJ, an, die Zusammenarbeit auf internationalen Konferenzen zu institutionalisieren. Dies geschah in Oxford 1946 schwerpunktmäßig mit den Themen „Freedom, Justice and Responsability“ (Freiheit, Gerechtigkeit und Verantwortung) und zwei für den weiteren Weg wichtigen Beschlüssen, „eine internationale Dachorganisation der christlich-jüdischen Vereinigungen der ganzen Welt zu schaffen, sowie eine Dringlichkeitskonferenz zur Behandlung des Antisemitismus in Europa einzuberufen“.
Nach der Oxford-Konferenz von 1946 und der Konferenz von Seelisberg 1947 begründete erst die Fribourg-Konferenz den ICCJ formell. Ziele waren, erstens die religiösen Missverständnisse zwischen Juden und Christen zu überwinden und das Wohlwollen und die Zusammenarbeit zwischen ihnen zu fördern, und dies mit gegenseitigem Respekt für die Unterschiede in Glauben und Leben; zweitens ging es darum, religiöse Intoleranz zu bekämpfen. Das ICCJ wurde vorwiegend durch Vertreter der amerikanischen National Conference of Christians and Jews, des britischen Council of Christians and Jews und der Christlich-Jüdischen Arbeitsgemeinschaft in der Schweiz gegründet.

## Konferenz
Der Ort Freiburg im Üechtland wurde vom Genfer Büro des ICCJ wegen der günstigen Lage zwischen Lausanne und Bern und als Brücke zwischen den Konfessionen und Kulturen gewählt. Die Teilnehmer waren hauptsächlich im internationalen Priesterseminar „Salesianum“ untergebracht, Grussadressen kamen von schweizerischen Politikern und Würdenträgern sowie von John Foster Dulles, dem Chef der US-Delegation bei der UN-Versammlung in Paris. Bei der Eröffnung sprachen Oskar Vasella, Rektor der Universität, Staatsrat Jules Bovet im Namen des Kantons Freiburg, und Everett R. Clinchy, seit Seelisberg Präsident des ICCJ. Den Vorsitz der Konferenz hatte Henri N. MacCracken, Ex-Präsident des Vassar College im Staat New York, der bei der Eröffnungssitzung unfreiwillig für Humor sorgte, als er sich nach seiner Rede, in der er von einer „historischen Stunde“ sprach, hinsetzte und der Stuhl unter seinem Gewicht zusammenbrach.
Die Arbeit der Fribourg-Konferenz fand in drei Kommissionen statt: In der sehr grossen „Erziehungskommission“ entstand das Programm einer „interkulturellen Erziehung“, die vom Beginn des Schulunterrichts an in den Kindern Verständnis und Wohlwollen gegenüber Menschen anderer Rassen, anderen Glaubens und anderer Nationalität wecken und die Bedeutung fremder Beiträge für die eigene Kultur vermitteln sollte. Hier sprach der Niederländer Kees Boeke über interkulturelle Erziehung. Allerdings blieb alles sehr allgemein. Die „Bürgerliche Kommission“ empfahl, dass die nationalen Räte sowie das ICCJ verschiedene Massnahmen zur Aufklärung sowie zum vermehrten internationalen Austausch anregen sollten, dass Kinder, die ethnischen oder religiösen Minderheiten angehörten, in Ferienlagern mit andern Kindern zusammentreffen sollten. Die Woche der Brüderlichkeit sollte wie in den USA möglichst überall begangen werden. Die „Religiöse Kommission“ beriet über die Bedeutung des Geistes von Seelisberg für Kirche und Synagoge sowie über die Religionsfreiheit. Clinchy betonte den prägenden Einfluss, den die Kultur „jüdisch-christlicher“ Tradition in den letzten Jahrhunderten auf den Rest der Welt – vom Westen her – ausgeübt habe: auf die russische, die islamische, die hinduistische und die fernöstlichen Kulturen, die ihrerseits dadurch herausgefordert wurden. Weltweite Brüderlichkeit könne die Frucht einer neuen interkulturellen Erziehung sein, einer Erziehung zur Gerechtigkeit, zur Freundschaft, Verständigung und zur Zusammenarbeit unter den Religionskulturen der Welt. Die kommunistische „Kreml-Partei“ erlaube keine Brüderlichkeit.
Charles Journet und Jules Isaac sprachen aus katholischer bzw. jüdischer Sicht über die Grundlagen unserer Kultur angesichts der heraufziehenden Gefahren. Journet sah in der Öffnung zu Gott und zu seinem Reich den Motor der Weltgeschichte. Der Botschaft vom Gottesreich habe nicht nur die Idee des Fortschritts in der Geschichte, sondern auch die Betrachtung der Gerechtigkeit als eine transzendente, nicht profane Tugend sowie die Idee der Menschenwürde hervorgebracht. Isaac stellte zwei Fragen: „Was verdient, gerettet zu werden? Was können wir tun, um es zu retten?“ Auf die erste antwortete er mit Verweis auf die spirituellen Grundlagen unserer Kultur: Gerechtigkeit, Freiheit, Menschenwürde, Wahrheitssuche. Isaac findet es vor allem in der griechischen, jüdisch-christlichen und römischen Kultur, die den Westen wesentlich geprägt haben, schlägt aber zur Rettung der Kultur Kontakte mit den spirituellen Eliten des Islams, Indiens und des Fernen Ostens vor, besonders mit den Eliten, die den spirituellen Frieden aufbauen wollen: „Man muss unsere Türe und Fenster ganz öffnen … das ist der Weg zur Rettung“. Die größte Debatte entbrannte um den belgischen Antrag Régine Orfinger-Karlins, auch Agnostiker und Atheisten zuzulassen.
Isaac hat in seiner Rede bereits die Israelis, die 1948 den jüdischen Staat errichteten, positiv erwähnt. Die christlichen Mitglieder der religiösen Kommission sprachen in einer Erklärung von ihrem Gebet für den Frieden in Palästina, für einen Frieden, „der auf der Gerechtigkeit gründet … und die allen, Juden, Christen und Muslime erlaubt, in Eintracht und gegenseitiger Verständigung zu leben“. Zugleich begrüssten sie – nicht zuletzt vom Standpunkt der Bekämpfung des Antisemitismus und in der Hoffnung, dass Israel durch die erneute Einwurzelung im Lande der Bibel eine neue spirituelle Kraft haben und seine Berufung vollenden werde – die „Restauration“ eines jüdischen Staates in Palästina. Die jüdischen Mitglieder der religiösen Kommission betonten in einer gesonderten Erklärung, dass sie dies ebenfalls wünschten.
Es gab noch ein Grusswort der Christen an die 1948 in Amsterdam tagende Konferenz der Kirchen, die zur Gründung des Ökumenischen Rates der Kirchen führen sollte. Darin wurde sie gebeten, über den Antisemitismus zu beraten.

## Wirkung
Journet und sein Berater Jacques Maritain befürchteten, dass diese religiös-politischen Erklärungen die Konferenz in manchen kirchlichen Kreisen diskreditieren könnten. Die römisch-katholische Kirche war besorgt, im Zusammenhang mit dem Staat Israel jede religiös-politische Erklärung zu vermeiden, die Muslime im Allgemeinen und die palästinensischen Christen im Besonderen brüskieren könnte. Pius XII. liess das Heilige Offizium in einer Instruktion über die ökumenische Bewegung vom 20. Dezember 1949 die Gefahr des Indifferentismus beschwören. Als „indifferentistische Organisation“ bezeichnete Rom 1950 auch den ICCJ, nicht zuletzt wegen seines Programms einer „interkulturellen Brüderlichkeit“.

## Einzelbelege
1. ↑  Jehoschua Ahrens: Gemeinsam gegen Antisemitismus - Die Konferenz von Seelisberg (1947) revisited: Die Entstehung des institutionellen jüdisch-christlichen Dialogs in der Schweiz und in Kontinentaleuropa. LIT Verlag Münster, 2020, ISBN 978-3-643-14609-0 (google.de [abgerufen am 25. August 2020]).
2. ↑  Lutz Lischka: „Grande Dame“ des Widerstands – Das Vermächtnis der Belgierin Régine Orfinger-Karlin, der ersten Kommandantin einer Partisanengruppe. Abgerufen am 25. August 2020.
3. ↑  Jacques Maritain: Contre l'antisemitisme. In: Cercle d’Études Jacques et Raïssa Maritain (Hrsg.): Le mystère d’Israël et autres essais. Nouv. éd. augmentée. Paris 1990, S. 221–231.